# Maryam Farman Farmaian
Maryam Farman Farmaian, född 1914 i Kermanshah, Iran, död 2008 i Teheran, var en iransk politiker och prinsessa. 
Hon var dotter till politikern Abdol-Hosein Farman Farma ur Qajardynastin. 
Hon engagerade sig i det prosovjetiska kommunistiska Tudehpartiet, som hon sedan beskrev som det enda parti som lät henne engagera sig i kvinnors rättigheter. Hon grundade partiets kvinnoförbund 1943, och var dess ordförande 1943-1948. 
Hon gifte sig 1949 med partimedlemmen Noureddin Kianouri. Efter att Tudehpartiet deltagit i ett kuppförsök för att avsätta Pahlavimonarkin i samband med statskuppen i Iran 1953 tvingades paret att lämna landet 1956 och partiet förbjöds. De levde därefter flera år i det kommunistiska Östblocket. 
Hon återvände till Iran med sin make efter iranska revolutionen 1979, när Tudeh återigen blev lagligt. När islamisterna tog makten och Tudeh återigen förbjöds år 1983, blev hon och hennes make fängslade. Hon satt fängslad 1983-1994, och därefter i husarrest 1994-1999. 